# Las Vegas Springs Preserve
La Reserva de los manantiales de Las Vegas (en inglés Las Vegas Springs Preserve o también últimamente conocido como The Gardens at the Las Vegas Springs Preserve), consiste en unos terrenos de 73 hectáreas (180 acres) dedicados a paseos por la naturaleza, un jardín botánico el Desert Demonstration Garden de 3.2 hectáreas (8 acres), museo con exposiciones, teatro, auditorio para conciertos al aire libre. Todo ello es propiedad y está administrado por el Las Vegas Valley Water District. 
La Reserva se encuentra alrededor del manantial original que suministraba agua a Las Vegas, Las Vegas Springs, en el estado de Nevada a 3 millas del centro de la ciudad de Las Vegas. 

## Localización
Las Vegas Springs Preserve, « Las Vegas Valley Water District Desert Demonstration Gardens », 333 S. Valley View Blvd, Las Vegas, Condado de Clark (Nevada)condado de Clark Nevada NV 89153 , United States of America-Estados Unidos de América
Planos y vistas satelitales36°10′14.81″N 115°11′25.93″O / 36.1707806, -115.1905361. 
Está abierto a diario al público, se cobra una tarifa de entrada.

## Historia

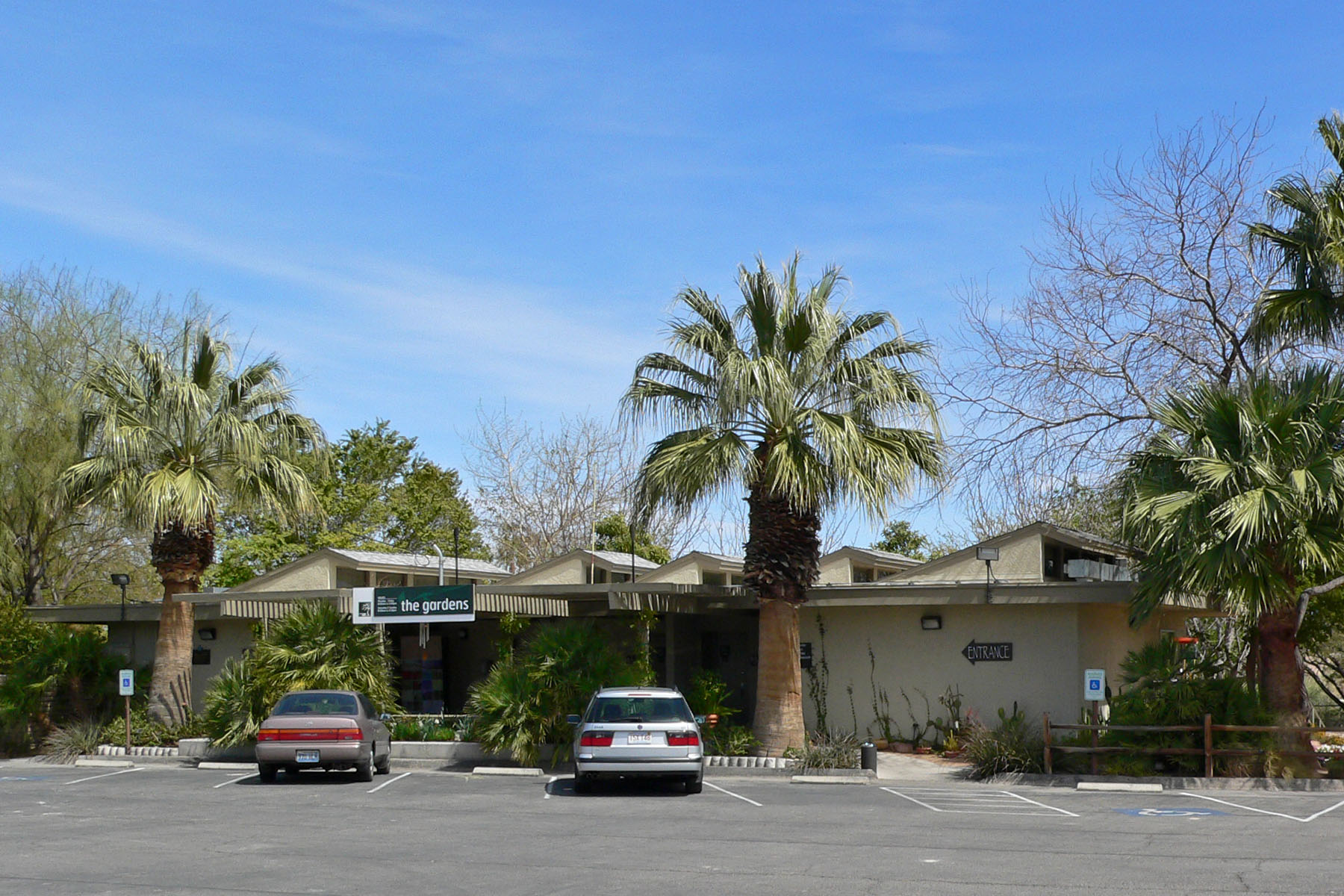
Edificio del jardín de Springs Preserve

Mientras que la construcción en el reserva se inició en 2005, antes de esto se había erigido un muro pantalla de diseño que separaba la carretera U.S. Route 95. 
También se han realizado trabajos a lo largo de los años para mantener y restaurar los manantiales, y la infraestructura de la estación de bombeo. La reserva se abrió el 8 de junio de 2007.

## Instalaciones verdes
La reserva muestra a la gente cómo vivir en el ambiente del desierto y cómo utilizar los medios que hay disponibles. Parte de este proyecto muestra un concepto de uso dual. Por ejemplo, la zona de aparcamiento es en realidad el techo del depósito de agua y las estructuras de sombra en diferentes zonas son células fotovoltaicas utilizadas para generar energía para el sitio. 
Los jardines también utilizar una flota de vehículos utilitarios que funcionan con hidrógeno. Los vehículos se recargan en el sitio por una estación de recarga de combustible de hidrógeno mediante energía solar.

## Exposiciones

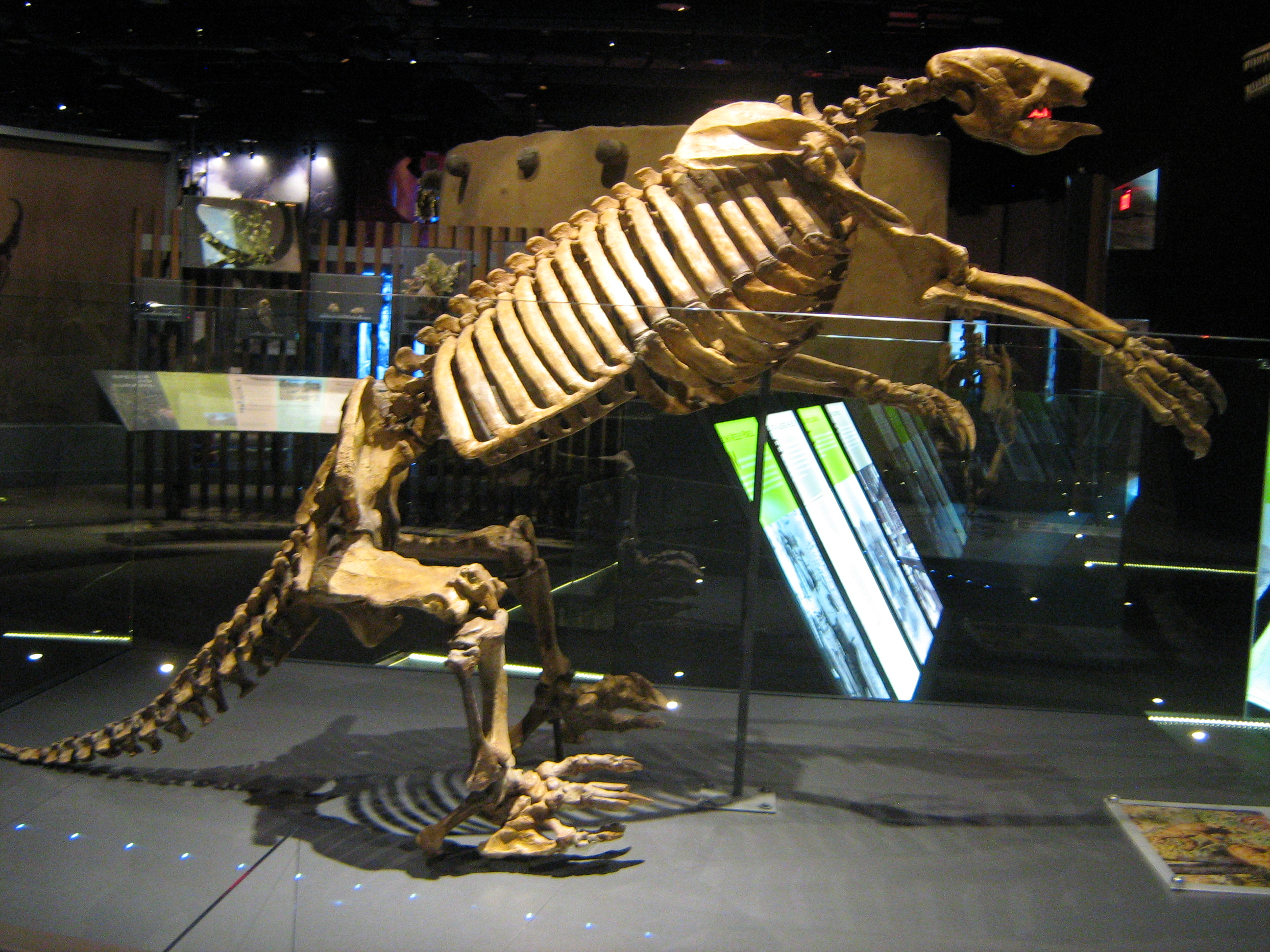
Esqueleto de Nothrotheriops en la exposición de Springs Preserve

- Origen Experience (Conociendo el origen) se compone de tres exposiciones interactivas. Cada exposición está llena de historias sobre el valle de Las Vegas, con una progresión natural desde el pasado hasta el presente.
- Desert Living Center (Centro del Desierto Vivo) es un campus con edificios Leadership in Energy and Environmental Design (LEED) que cuenta con galerías interactivas, oportunidades educativas, un laboratorio de diseño y centro de formación técnica. El Centro predica con el ejemplo, utilizando la arquitectura sostenible, exposiciones interactivas y programación para mostrar a los residentes de Las Vegas cómo conservar el agua y vivir de manera sostenible en el desierto.[2] Las instalaciones de las exposiciones fueron diseñadas por la Firma "AldrichPears Associates", los edificios por la Firma "Lucchesi Galati Architects", y la arquitectura del paisaje por "Deneen Powell Atelier", el centro fue premiado en el año 2007 con el "Best Public Green Building Project" en Nevada.[3]
- Jardín botánico Desert Demonstration Gardens. El Desert Demonstration Garden ubicado anteriormente en el 3701 West Alta Drive, fue cerrado a principios de 2007 para facilitar el traslado de las plantas a la nueva y actual localización. Como en los terrenos anteriores albergaba unas 1.200 especies de plantas sobre todo del desierto del sudoeste de los Estados Unidos y puesto que las plantas eran maduras, muchas de ellas fueron trasladadas a su nuevo emplazamiento, en contenedores tan grandes como de 84 pulgadas.[4] Los jardines remozados abrieron de nuevo sus puertas el 8 de junio, del 2007 en la Springs Preserve.
- Sendas -- Hay cuatro pistas temáticas exclusivas que abarcan más de 1.8 millas (2.9 km) de paisajes pintorescos que conduce a una ciénega.
- Springs Preserve amphitheater Un lugar íntimo al aire libre en Las Vegas rodeado de museos y jardines.
- Nevada State Museum con un nuevo edificio del museo abierto al público en 2011.
- Nature Exchange (La Bolsa de la Naturaleza): Una pequeña exposición situada en el centro de la vida en el desierto. Esta exposición está dirigida a los niños, pero anima a los adultos a participar. La Bolsa La naturaleza es un entorno único de aprendizaje que se basa en el "comercio" de elementos naturales encontrados e información acerca de ellos, para motivar el interés y la comprensión. El comerciante recibe puntos dependiendo de la rareza y el tamaño del objeto que él / ella esté negociando. (No se puede intercambiar objetos de los parques nacionales, parques estatales, o la Springs Preserve.)